# Von der Leyen (familia de Krefeld)

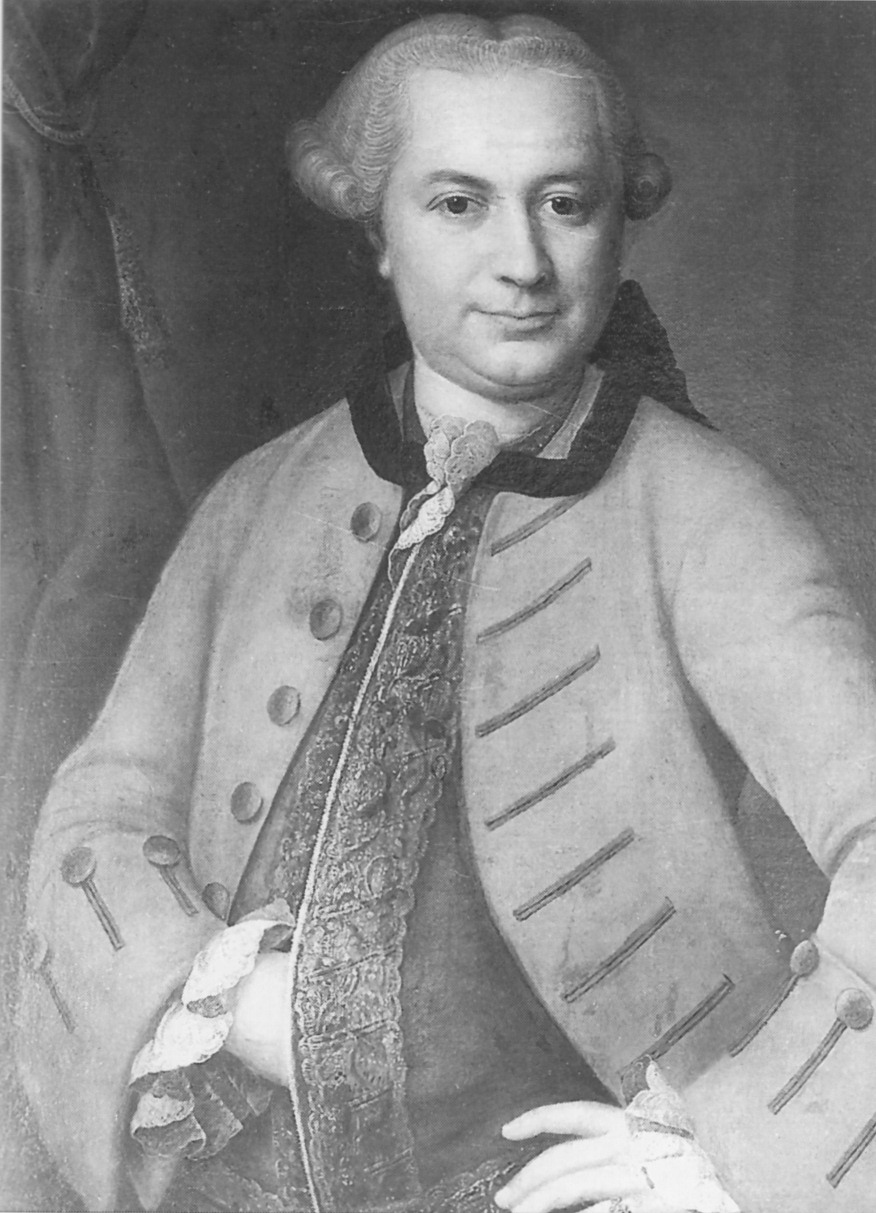
Friedrich von der Leyen (1732-1787)

Von der Leyen (pronunciación en alemán: /fɔn deːɐ̯ ˈlaɪən/) es una familia noble alemana de mercaderes e industriales de seda, que construyeron un importante negocio textil en Krefeld en el siglo XVIII y fueron elevados al rango baronial por Napoleón. En su apogeo, la familia entregó la seda a la mayor parte de la alta aristocracia europea. La familia no está relacionada con la Casa de Leyen.

## Historia
En 1656 la familia fue expulsada por la fuerza de Radevormwald debido a sus creencias menonitas y buscó refugio en la ciudad libre de Krefeld. En Krefeld, Adolf von der Leyen continuó el negocio de la seda de la familia. En 1720, Peter von der Leyen fundó una fábrica que produce seda de costura y en 1724, los hermanos Johann, Friedrich y Heinrich fundaron una fábrica de tintura de la seda. Para 1763, la mitad de la población de Krefeld de 6082 habitantes había trabajado para la familia von der Leyen. En 1760, la familia fundó el Von der Leyensche Stiftung (fundación) para apoyar a la comunidad local de menonitas.
En 1772, la familia compró la mansión de Kiekhorst, donde construyeron el palacio, Schloss Leyenburg. En 1794, Conrad von der Leyen construyó otra residencia, que se conoció como el Palacio de la Ciudad (Stadtschloss) y que actualmente sirve de ayuntamiento. En 1803, Friedrich Heinrich von der Leyen compró el Palacio Bloemersheim cerca de Neukirchen-Vluyn, que todavía es propiedad de la familia, y al año siguiente, compró la mansión de Meer en Meerbusch. En 1804, Napoleón visitó Krefeld y vivió en la casa de von der Leyen.
Friedrich Heinrich von der Leyen fue elegido alcalde de Krefeld, más adelante fue miembro de la Asamblea Constituyente francesa y fue nombrado barón hereditario por Napoleón y posteriormente por Prusia y recibió muchos reconocimientos franceses y prusianos.
En 1828, los trabajadores de la fábrica de Leyen se rebelaron contra sus empleadores. Karl Marx lo describió como el "primer levantamiento obrero en la historia alemana".
Heiko von der Leyen, esposo de la política Ursula von der Leyen (exministra Federal Alemana de Defensa y actual presidenta de la Comisión Europea), pertenece a una rama ennoblecida de esta familia, aunque no a la rama baronial de Bloemersheim.[cita requerida]

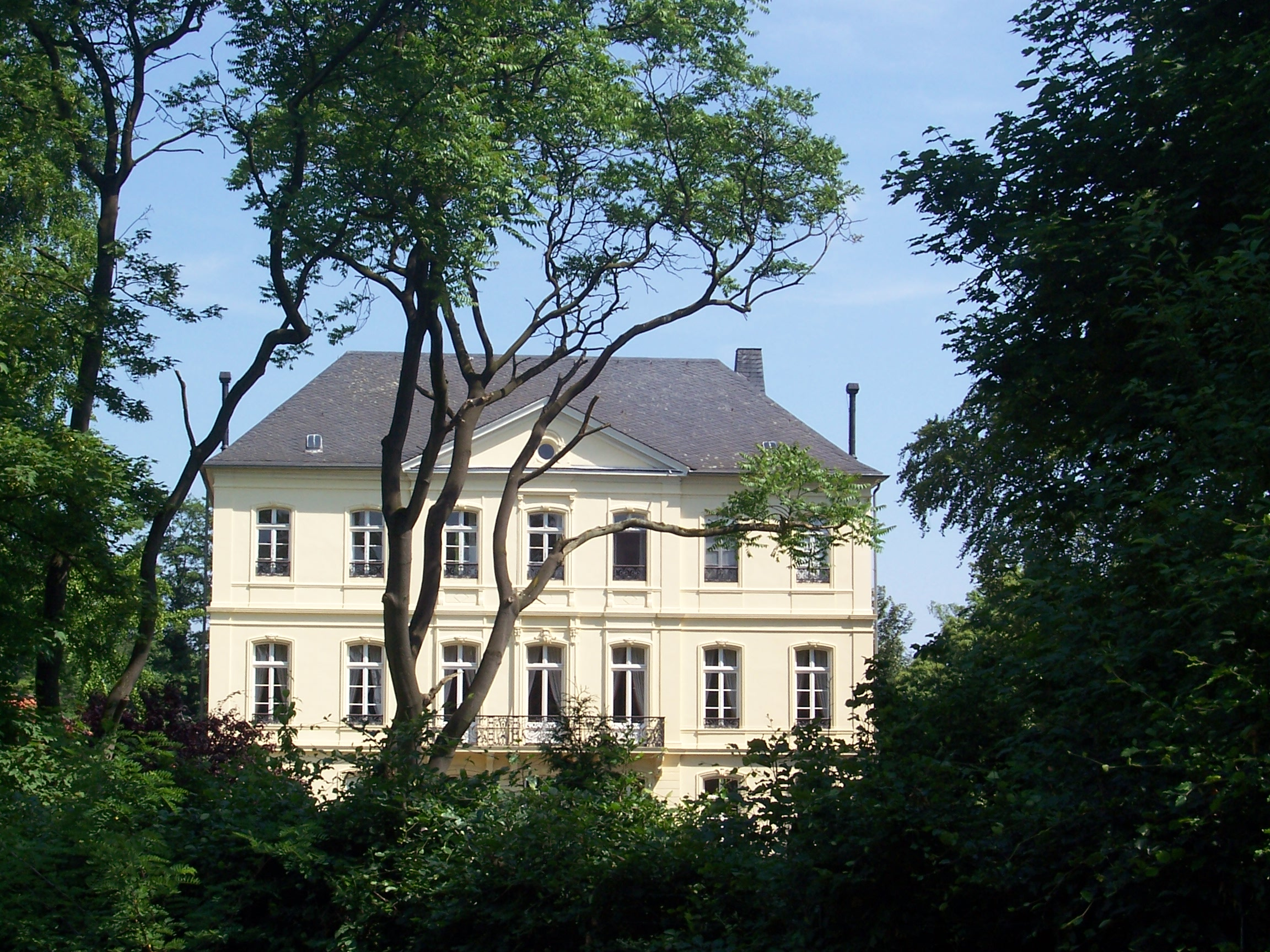
Schloss Leyenburg
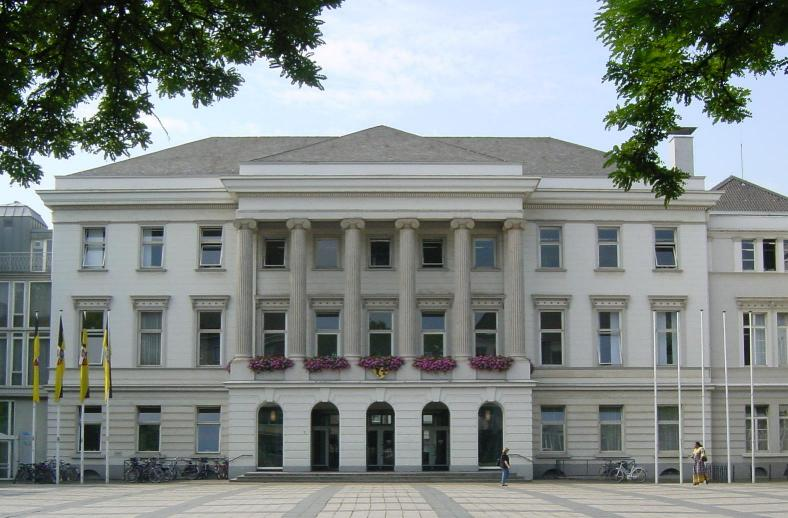
El actual ayuntamiento de Von-der-Leyen-Platz, construido en 1794 como residencia de Conrad von der Leyen
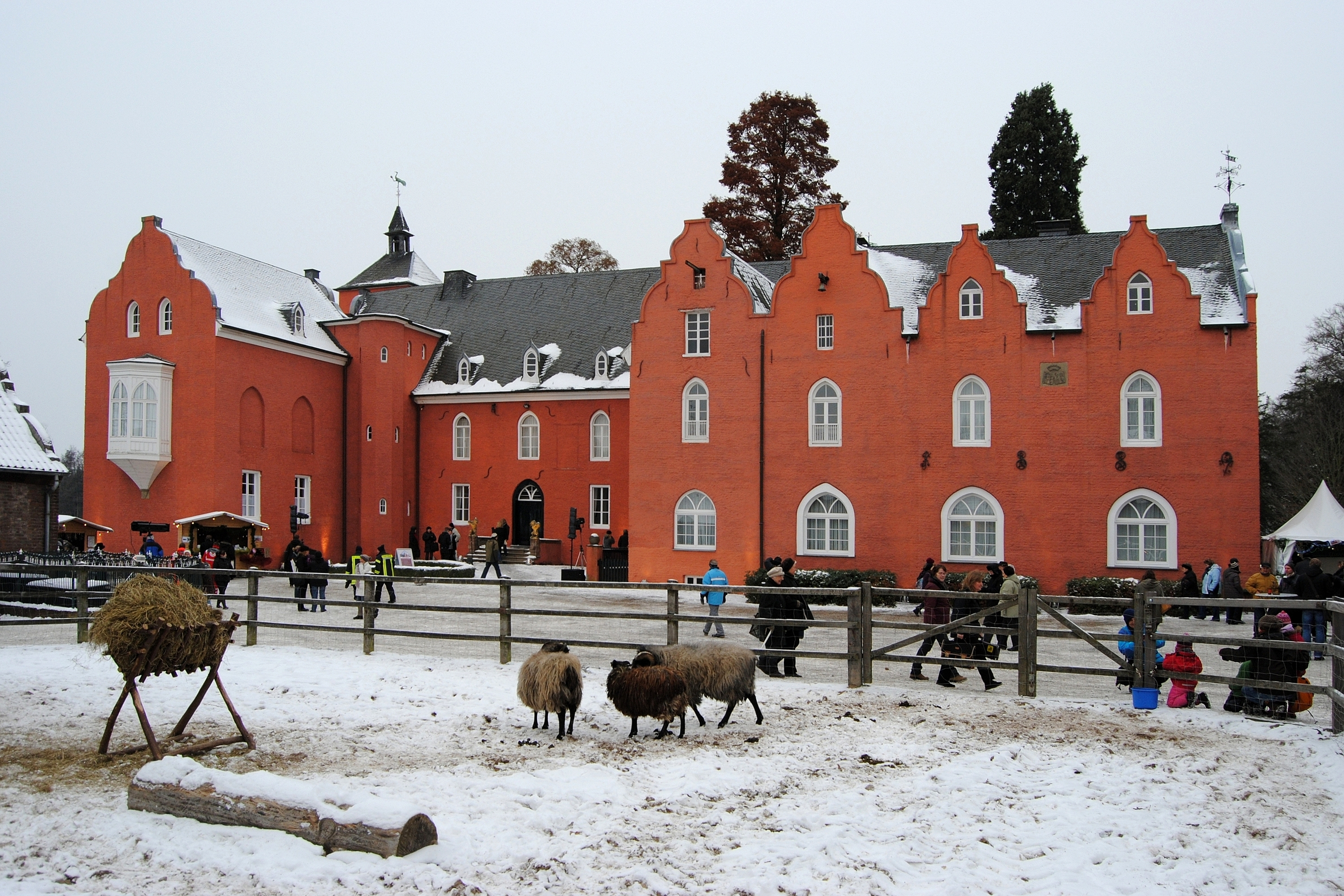
Schloss Bloemersheim
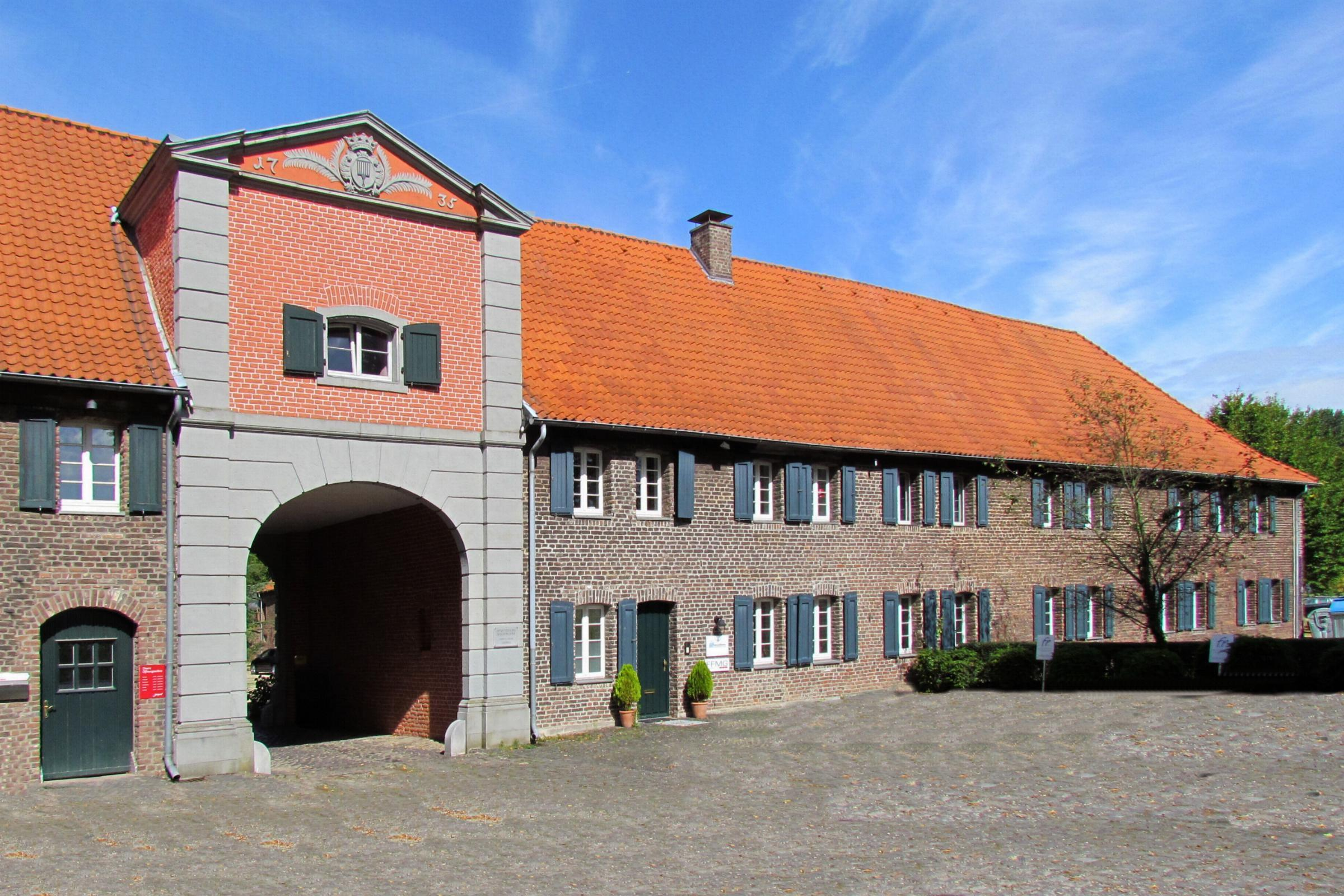
Haus Meer